# Jan van den Eeden
Jan van den Eeden, de vegades Jean Baptiste van den Eeden, (Gant, Flandes, 26 de desembre de 1842 - 4 d'abril de 1917) fou un compositor flamenc.
Estudià música en la seva ciutat natal, en el Conservatori de Brussel·les, i amb Fétis completà els seus coneixements de fuga i contrapunt. Després d'haver aconseguit el Prix de Rome de 1869 corregué diverses nacions europees per a estudiar als grans mestres clàssics. El 1887 fou nomenat director del conservatori de Mons.
Les seves composicions es distingeixen principalment per la seva brillant instrumentació. Va publicar cantates i oratoris per a solo, cors i orquestra, melodies, etc.,. una de les seves més notables composicions fou l'oratori Jacqueline de Bavière, que, en un festival belga, executaren 800 músics, entre cantors i instrumentistes, sota la seva direcció.